# Deluxe Paint
Deluxe Paint (DPaint) és un editor de mapes de bits creat per Dan Silva per a Electronic Arts (EA). La versió original fou creada per als ordinadors Commodore Amiga i va ser presentada en novembre de 1985. Més tard va ser portat a altres plataformes, però on més èxit va obtindre és en els ordinadors Amiga.
El Deluxe Paint es va crear com a ferramenta de desenvolupament interna anomenada Prism, utilitzada per EA. Quan Silva hi va afegir més i més característiques, va començar a obtenir un programari cada vegada més comercial.
Ràpidament el programa va ser utilitzat per més i més usuaris d'Amiga i Commodore International, va signar un acord amb EA per a incorporar el programa (i les seues versions posteriors 2,3,4 i 5) en tots els Amiga eixits de fàbrica. Aquest acord va estar en vigor fins a la fallida de Commodore en 1994.
Amb el desenvolupament de Deluxe Paint, EA va introduir els estàndards de format de fitxer ILBM i ANIM per a gràfics. Tot i que s'utilitzaven àmpliament a l'Amiga, aquests formats mai van obtenir una acceptació generalitzada per part dels usuaris finals en altres plataformes, però van ser molt utilitzats per les empreses de desenvolupament de jocs. LucasArts va utilitzar Deluxe Paint per fer gràfics per als seus jocs d'aventures com ara The Secret of Monkey Island, i el nom d'un fitxer concret utilitzat per emmagatzemar el protagonista principal Guybrush Threepwood probablement va ser l'origen del seu peculiar nom. Un dels principals artistes desenvolupadors del joc, Mark Ferrari, en una entrevista per al documental del 30è aniversari de The Making of Monkey Island recorda que "hi havia un menú desplegable a DPaint anomenat brushes, de manera que els sprites dels personatges es coneixien com a brushes", i el protagonista masculí era simplement "the guy.brush" fins que l'artista Steve Purcell va suggerir prendre el nom de "Guybrush". L'autor Ron Gilbert recorda que la versió de l'arxiu per a PC amb DOS s'anomenava "guybrush.bbm".